# Grand Prix USA 2014
Grand Prix USA 2014 (oficiálně 2014 Formula 1 United States Grand Prix) se jela na okruhu Circuit of the Americas v Austinu v Texasu ve Spojených státech amerických dne 2. listopadu 2014. Závod byl sedmnáctým v pořadí v sezóně 2014 šampionátu Formule 1.

## Kvalifikace
| Poř.                       | No. | Jezdec            | Konstruktér             | Časy v kvalifikaci | Časy v kvalifikaci | Časy v kvalifikaci | Pořadí na startu |
| Poř.                       | No. | Jezdec            | Konstruktér             | Q1                 | Q2                 | Q3                 | Pořadí na startu |
| -------------------------- | --- | ----------------- | ----------------------- | ------------------ | ------------------ | ------------------ | ---------------- |
| 1                          | 6   | Nico Rosberg      | Mercedes                | 1:38.303           | 1:36.290           | 1:36.067           | 1                |
| 2                          | 44  | Lewis Hamilton    | Mercedes                | 1:37.196           | 1:37.287           | 1:36.443           | 2                |
| 3                          | 77  | Valtteri Bottas   | Williams-Mercedes       | 1:38.249           | 1:37.499           | 1:36.906           | 3                |
| 4                          | 19  | Felipe Massa      | Williams-Mercedes       | 1:37.877           | 1:37.347           | 1:37.205           | 4                |
| 5                          | 3   | Daniel Ricciardo  | Red Bull Racing-Renault | 1:38.814           | 1:37.873           | 1:37.244           | 5                |
| 6                          | 14  | Fernando Alonso   | Ferrari                 | 1:38.349           | 1:38.010           | 1:37.610           | 6                |
| 7                          | 22  | Jenson Button     | McLaren-Mercedes        | 1:38.574           | 1:38.024           | 1:37.655           | 12               |
| 8                          | 20  | Kevin Magnussen   | McLaren-Mercedes        | 1:38.557           | 1:38.047           | 1:37.706           | 7                |
| 9                          | 7   | Kimi Räikkönen    | Ferrari                 | 1:38.669           | 1:38.263           | 1:37.804           | 8                |
| 10                         | 99  | Adrian Sutil      | Sauber-Ferrari          | 1:38.855           | 1:38.378           | 1:38.810           | 9                |
| 11                         | 13  | Pastor Maldonado  | Lotus-Renault           | 1:38.608           | 1:38.467           |                    | 10               |
| 12                         | 11  | Sergio Pérez      | Force India-Mercedes    | 1:39.200           | 1:38.554           |                    | 11               |
| 13                         | 27  | Nico Hülkenberg   | Force India-Mercedes    | 1:38.931           | 1:38.598           |                    | 13               |
| 14                         | 26  | Daniil Kvjat      | Toro Rosso-Renault      | 1:38.936           | 1:38.699           |                    | 17               |
| 15                         | 25  | Jean-Éric Vergne  | Toro Rosso-Renault      | 1:39.250           |                    |                    | 14               |
| 16                         | 21  | Esteban Gutiérrez | Sauber-Ferrari          | 1:39.555           |                    |                    | 15               |
| 17                         | 1   | Sebastian Vettel  | Red Bull Racing-Renault | 1:39.621           |                    |                    | PL               |
| 18                         | 8   | Romain Grosjean   | Lotus-Renault           | 1:39.679           |                    |                    | 16               |
| 107% času vítěze: 1:43.999 |     |                   |                         |                    |                    |                    |                  |
| DNP                        | 17  | Jules Bianchi     | Marussia-Ferrari        | Bez času           |                    |                    |                  |
| DNP                        | 4   | Max Chilton       | Marussia-Ferrari        | Bez času           |                    |                    |                  |
| DNP                        | 10  | Kamui Kobajaši    | Caterham-Renault        | Bez času           |                    |                    |                  |
| DNP                        | 9   | Marcus Ericsson   | Caterham-Renault        | Bez času           |                    |                    |                  |
| Zdroj:                     |     |                   |                         |                    |                    |                    |                  |

Poznámky
1. ↑  Jenson Button obdržel trest posunu o 5 míst vzad za neplánovanou výměnu převodovky.
2. ↑  Daniil Kvjat obdržel trest posunu o 10 míst vzad za výměnu motoru.
3. ↑  Sebastian Vettel musel kvůli překročení počtu povolených pohonných jednotek startovat z boxové uličky.

## Závod
| Poř.   | No. | Jezdec            | Konstruktér             | Počet kol | Čas/Odstoupení      | Pořadí na startu | Body |
| ------ | --- | ----------------- | ----------------------- | --------- | ------------------- | ---------------- | ---- |
| 1      | 44  | Lewis Hamilton    | Mercedes                | 56        | 1:40:04.785         | 2                | 25   |
| 2      | 6   | Nico Rosberg      | Mercedes                | 56        | +4.314              | 1                | 18   |
| 3      | 3   | Daniel Ricciardo  | Red Bull Racing-Renault | 56        | +25.560             | 5                | 15   |
| 4      | 19  | Felipe Massa      | Williams-Mercedes       | 56        | +26.924             | 4                | 12   |
| 5      | 77  | Valtteri Bottas   | Williams-Mercedes       | 56        | +30.992             | 3                | 10   |
| 6      | 14  | Fernando Alonso   | Ferrari                 | 56        | +1:35.231           | 6                | 8    |
| 7      | 1   | Sebastian Vettel  | Red Bull Racing-Renault | 56        | +1:35.734           | PL               | 6    |
| 8      | 20  | Kevin Magnussen   | McLaren-Mercedes        | 56        | +1:40.682           | 7                | 4    |
| 9      | 13  | Pastor Maldonado  | Lotus-Renault           | 56        | +1:47.870           | 10               | 2    |
| 10     | 25  | Jean-Éric Vergne  | Toro Rosso-Renault      | 56        | +1:48.863           | 14               | 1    |
| 11     | 8   | Romain Grosjean   | Lotus-Renault           | 55        | +1 kolo             | 16               |      |
| 12     | 22  | Jenson Button     | McLaren-Mercedes        | 55        | +1 kolo             | 12               |      |
| 13     | 7   | Kimi Räikkönen    | Ferrari                 | 55        | +1 kolo             | 8                |      |
| 14     | 21  | Esteban Gutiérrez | Sauber-Ferrari          | 55        | +1 kolo             | 15               |      |
| 15     | 26  | Daniil Kvjat      | Toro Rosso-Renault      | 55        | +1 kolo             | 17               |      |
| Ret    | 27  | Nico Hülkenberg   | Force India-Mercedes    | 16        | Motor               | 13               |      |
| Ret    | 11  | Sergio Pérez      | Force India-Mercedes    | 1         | Poškození po kolizi | 11               |      |
| Ret    | 99  | Adrian Sutil      | Sauber-Ferrari          | 0         | Kolize              | 9                |      |
| DNP    | 17  | Jules Bianchi     | Marussia-Ferrari        | 0         | Netrénoval          | —                |      |
| DNP    | 4   | Max Chilton       | Marussia-Ferrari        | 0         | Netrénoval          | —                |      |
| DNP    | 10  | Kamui Kobajaši    | Caterham-Renault        | 0         | Netrénoval          | —                |      |
| DNP    | 9   | Marcus Ericsson   | Caterham-Renault        | 0         | Netrénoval          | —                |      |
| Zdroj: |     |                   |                         |           |                     |                  |      |

Poznámky
1. ↑  Jean-Éric Vergne obdržel trest přičtení 5 sekund k času v cíli za zavinění kolize s Romainem Grosjeanem.

## Průběžné pořadí po závodě
- Tučně jsou vyznačeni jezdci a týmy se šancí získat titul v Poháru jezdců nebo konstruktérů.

Pohár jezdců
|  | Pořadí | Jezdec           | Body |
|  | ------ | ---------------- | ---- |
|  | 1      | Lewis Hamilton   | 316  |
|  | 2      | Nico Rosberg     | 292  |
|  | 3      | Daniel Ricciardo | 214  |
|  | 4      | Valtteri Bottas  | 155  |
|  | 5      | Sebastian Vettel | 149  |

Pohár konstruktérů
|  | Pořadí | Konstruktér             | Body |
|  | ------ | ----------------------- | ---- |
|  | 1      | Mercedes                | 608  |
|  | 2      | Red Bull Racing-Renault | 363  |
|  | 3      | Williams-Mercedes       | 238  |
|  | 4      | Ferrari                 | 196  |
|  | 5      | McLaren-Mercedes        | 147  |